# 가우시안 과정
가우시안 과정(Gaussian process)은 확률론 및 통계학에서 확률 과정(시간 또는 공간으로 색인된 무작위 변수의 모음)이므로 이러한 무작위 변수의 모든 유한 컬렉션은 다변량 정규분포를 갖는다. 가우시안 과정의 분포는 모든 (무한히 많은) 무작위 변수의 결합분포이므로 연속 도메인을 갖는 함수에 대한 분포이다. (예: 시간이나 공간)
가우시안 과정의 개념은 가우스 분포(정규 분포) 개념을 기반으로 하기 때문에 카를 프리드리히 가우스의 이름을 따서 명명되었다. 가우시안 과정은 다변량 정규 분포의 무한 차원 일반화로 볼 수 있다.
가우시안 과정은 정규 분포에서 상속된 속성의 이점을 활용하여 통계 모델링에 유용한다. 예를 들어, 랜덤 프로세스가 가우시안 과정으로 모델링되면 다양한 파생 수량의 분포를 명시적으로 얻을 수 있다. 이러한 양에는 일정 기간 동안 프로세스의 평균 값과 작은 시간 세트에서 샘플 값을 사용하여 평균을 추정할 때 발생하는 오류가 포함된다. 정확한 모델은 데이터 양이 증가함에 따라 확장성이 떨어지는 경우가 많지만, 계산 시간을 크게 줄이면서 좋은 정확도를 유지하는 여러 근사 방법이 개발되었다.

## 같이 보기
- 스튜던트 t 분포

### Literature
- The Gaussian Processes Web Site, including the text of Rasmussen and Williams' Gaussian Processes for Machine Learning
- Ebden, Mark (2015). “Gaussian Processes: A Quick Introduction”. arXiv:1505.02965 [math.ST].
- A Review of Gaussian Random Fields and Correlation Functions

### Software
- GPML: A comprehensive Matlab toolbox for GP regression and classification
- STK: a Small (Matlab/Octave) Toolbox for Kriging and GP modeling
- Kriging module in UQLab framework (Matlab)
- CODES Toolbox: implementations of Kriging, variational kriging and multi-fidelity models (Matlab)[깨진 링크(과거 내용 찾기)]
- Matlab/Octave function for stationary Gaussian fields
- Yelp MOE – A black box optimization engine using Gaussian process learning
- ooDACE 보관됨 2020-08-09 - 웨이백 머신 – A flexible object-oriented Kriging Matlab toolbox.
- GPy – A Gaussian processes framework in Python
- GSTools - A geostatistical toolbox, including Gaussian process regression, written in Python
- Interactive Gaussian process regression demo
- Basic Gaussian process library written in C++11
- scikit-learn – A machine learning library for Python which includes Gaussian process regression and classification
- - The Kriging toolKit (KriKit) is developed at the Institute of Bio- and Geosciences 1 (IBG-1) of Forschungszentrum Jülich (FZJ)

### Video tutorials
- Gaussian Process Basics by David MacKay
- Learning with Gaussian Processes by Carl Edward Rasmussen
- Bayesian inference and Gaussian processes by Carl Edward Rasmussen